# Rio Cernatu
O Rio Cernatu é um rio da Romênia, afluente do Rio Doamnei, localizado no distrito de Argeş.